# 아르만도 폰티에르
아르만도 폰티에르(Armando Pontier, 1917년 8월 29일 ~ 1983년 12월 25일)는 지휘자·반도네온 주자·작곡가이다. 부에노스아이레스주 사라테시에서 태어났다. 후안 에테루토에게 사사하여 음악을 배웠다. 1940년에 동료 프란치니와 함께 반도네온 주자로서 미겔 칼로의 악단에 참가하였다. 당시 뛰어난 멤버를 확보하고 있던 칼로의 악단에서 실력을 연마한 뒤 1945년에 프란치니 폰티에르 악단을 결성하였다. 1940년대 후반에는 신선하고 화려한 연주로 많은 인기를 얻었다. 1955년에 프란치니와 결별하여 자기 악단을 조직, 스윙감이 넘치는 명쾌한 연주로 인기를 굳혔다.작품으로는 <나의 벗>, <아 미스 아모레스>와 크게 히트한  <그대 없이는> 등이 있다.